# 伊万·拉基蒂奇
伊万·拉基蒂奇（1988年3月10日—），克羅地亞足球運動員，司職進攻中場，曾效力夏德施普列特足球會。拉傑迪是於瑞士出生的克羅地亞裔人，因此他擁有瑞士和克羅地亞双重國籍。直到2007年，他才選擇代表克羅地亞國家足球隊出賽。
拉基蒂奇的特色為善長遠射以及跑不死的體力，不論是彎曲幅度大的抽射或是勢大力沉的直線重砲都相當嫻熟，角球能力也不錯，技術細膩擅組織攻勢，是墮後中場。2018年世界杯，拉基蒂奇憑藉極佳表現帶領克羅地亞殺入決賽，唯決賽敗於法國。

## 球會生涯

### 巴素利
拉傑迪在2005/06的球季中被提升上巴素利的一隊。然而，他在首個球季的上陣次數少之又少。在2005年9月29日，他在歐洲足協盃作客伯拉治史洛奇（NK Široki Brijeg）的比賽中初次亮相巴素利。在瑞士的國內聯賽，他更要待到將近季末的時間，於2006年4月15日才首次獲得上陣，該場比賽為巴素利作客納沙泰爾（Neuchâtel Xamax）。雖然如此，拉傑迪在之後的一個球季，成為了巴素利的主力球員。在這個賽季裡，他踢了33場瑞士聯賽，並取得11球，以一名中場球員來說已是很高的入球數字。此外，他上陣過9場歐洲足協盃的賽事。2006/07年的賽季，拉傑迪被選為當屆瑞士聯賽的最佳年輕球員。

### 史浩克04
2007年6月22日，德國球會史浩克04有巴西中場連干離隊，轉到土耳其勁旅加拉塔沙雷。球會教練史朗卡（Mirko Slomka）從巴素利簽下拉傑迪，以代替連干離隊留下的空缺。新加盟的拉傑迪並且繼承了連干的10號球衣。
2007年7月21日，拉傑迪在德國聯賽盃對卡爾斯魯厄首次替史浩克04上陣。他在之後四強對紐倫堡和決賽對拜仁慕尼黑兩場比賽也有上陣。2007年8月5日，拉傑迪更取得加盟史浩克04後的首個入球，協助球隊在德國盃首圈賽事以 9-0 大勝法蘭克福。
在2007/08球季，史浩克04在德甲首場比賽的對手是衛冕冠軍史特加。雖然拉傑迪以後備身份上陣了 20 分鐘，但他在入替後 5 分鐘就攻入一球，並協助史浩克04以 2-2 打和對手。在之後作客勁旅拜仁慕尼黑的比賽中，拉傑迪亦取得一個入球，帶領史浩克04以1-1迫和對手。拉傑迪其後更協助史浩克04歷史性首度晉級歐聯八強。

### 塞維利亞
2011年冬歇期，被国际米兰、尤文图斯等豪门关注的克罗地亚中场新星拉傑迪转会至西甲球队塞维利亚，并成为球队的主力核心与队长，2014年2月，与皇家馬德里和巴塞罗那都有转会传闻的拉傑迪与塞维利亚续约5年。2014年5月，拉傑迪以队长身份在欧罗巴联赛决赛中通过互射十二碼4-2击败葡萄牙球队本菲卡捧起冠军奖杯，并在赛后获得当季欧联杯MVP称号，这也是他3年来留给球會的第一座也是最后一座奖杯。拉基蒂奇憑藉優秀表現獲選2013-2014賽季西甲最佳十一人。

### 巴塞罗那

#### 2014-15賽季
2014年7月1日，拉傑迪以1800万欧元的身价转会巴塞罗那，年薪达到800万欧元。早在6月底，正在征战世界杯的拉基蒂奇和克罗地亚主帅科瓦奇都确认了这一消息。拉傑迪转会巴萨后，将身披法布雷加斯留下的4号球衣。拉基蒂奇加入球队后发挥出色，其出色的防守能力成功填补了阿尔维斯身后的空档，其他综合能力诸如传球远射等也都为巴塞罗那在进攻端做出了贡献，取代老将哈維的正選位置，全季西甲联赛共有6次助攻。2015年3月19日，其在欧洲足球冠军联赛八分之一决赛次回合巴塞罗那1-0客场击败曼彻斯特城的比赛中接到梅西传球，挑射入网，助巴塞罗那锁定晋级名额。2015年6月6日拉基蒂奇在柏林奥林匹克球场进行的欧洲足球冠军联赛决赛对阵尤文图斯中接應伊涅斯塔传球为巴塞罗那先开记录。最终随巴塞罗那加冕欧洲三冠王。

#### 2015–16賽季
2015年8月11日，拉傑迪以正選為巴塞隆拿上陣120分鐘，協助球會於歐洲超級盃加時賽以5-4擊敗塞維利亞奪冠。开季后表现出色，是巴塞罗那中场的重要力量。

#### 2016-17賽季
2016-17賽季，主帥恩里克為了使中場新援安迪·高美斯盡速融入球隊，一度讓拉傑迪失去首發位置，高美斯缺乏速度、串聯能力以及攻擊力，使巴塞隆納中場攻守失衡，主帥決定重新啟用拉傑迪，讓球隊中場恢復水準。
2017年4月23日，巴塞隆納客場對抗皇家馬德里的比賽中，第72分鐘拉傑迪在禁區外右腳扣球晃過皇家馬德里中場球員托尼·克羅斯，原地以非慣用腳左腳禁區外射門進球，擴大比分為2-1領先。

### 重返西維爾
2020-21賽季，拉傑迪重回舊會西維爾。
2021年8月23日，在1-0战胜赫塔菲的比赛中，拉傑迪踢了他为塞维利亚出赛的第200场。
2024年冬天，艾沙比宣布拉基蒂奇將加盟俱樂部，
該合同年限到2025年6月。

## 數據
更新日期:2021/01/23
| 球會     | 賽季     | 聯賽           | 聯賽 | 聯賽 | 盃賽 | 盃賽 | 歐洲 | 歐洲 | 其他 | 其他 | 總計 | 總計 | 總計 |
| 球會     | 賽季     | 聯賽           | 上場 | 進球 | 上場 | 進球 | 上場 | 進球 | 上場 | 進球 | 上場 | 進球 |      |
| -------- | -------- | -------------- | ---- | ---- | ---- | ---- | ---- | ---- | ---- | ---- | ---- | ---- | ---- |
| 巴塞爾   | 2005–06  | 瑞士超級聯賽   | 1    | 0    | 1    | 0    | 1    | 0    | –    | –    | 3    | 0    |      |
| 巴塞爾   | 2006–07  | 瑞士超級聯賽   | 33   | 11   | 5    | 0    | 5    | 0    | –    | –    | 43   | 11   |      |
| 巴塞爾   | 總計     | 總計           | 34   | 11   | 6    | 0    | 6    | 0    | –    | –    | 46   | 11   |      |
| 沙爾克04 | 2007–08  | 德國甲級聯賽   | 29   | 3    | 3    | 1    | 7    | 0    | 3    | 0    | 42   | 4    |      |
| 沙爾克04 | 2008–09  | 德國甲級聯賽   | 23   | 1    | 4    | 1    | 7    | 1    | –    | –    | 34   | 3    |      |
| 沙爾克04 | 2009–10  | 德國甲級聯賽   | 29   | 7    | 4    | 0    | –    | –    | –    | –    | 33   | 7    |      |
| 沙爾克04 | 2010–11  | 德國甲級聯賽   | 16   | 1    | 4    | 1    | 5    | 0    | 1    | 0    | 26   | 2    |      |
| 沙爾克04 | 總計     | 總計           | 97   | 12   | 15   | 3    | 19   | 1    | 4    | 0    | 135  | 16   |      |
| 塞維利亞 | 2010–11  | 西班牙甲級聯賽 | 13   | 6    | 1    | 0    | 2    | 0    | –    | –    | 16   | 6    |      |
| 塞維利亞 | 2011–12  | 西班牙甲級聯賽 | 36   | 0    | 3    | 1    | 0    | 0    | –    | –    | 39   | 1    |      |
| 塞維利亞 | 2012–13  | 西班牙甲級聯賽 | 34   | 9    | 8    | 3    | –    | –    | –    | –    | 42   | 12   |      |
| 塞維利亞 | 2013–14  | 西班牙甲級聯賽 | 34   | 12   | 0    | 0    | 18   | 3    | –    | –    | 52   | 15   |      |
| 塞維利亞 | 總計     | 總計           | 117  | 27   | 12   | 4    | 20   | 3    | –    | –    | 149  | 34   |      |
| 巴塞隆納 | 2014–15  | 西班牙甲級聯賽 | 32   | 5    | 7    | 1    | 12   | 2    | –    | –    | 51   | 8    |      |
| 巴塞隆納 | 2015–16  | 西班牙甲級聯賽 | 36   | 7    | 6    | 0    | 10   | 2    | 5    | 0    | 57   | 9    |      |
| 巴塞隆納 | 2016–17  | 西班牙甲級聯賽 | 32   | 8    | 8    | 1    | 9    | 0    | 2    | 0    | 51   | 9    |      |
| 巴塞隆納 | 2017–18  | 西班牙甲級聯賽 | 35   | 1    | 8    | 2    | 10   | 1    | 2    | 0    | 55   | 4    |      |
| 巴塞隆納 | 2018–19  | 西班牙甲級聯賽 | 25   | 3    | 6    | 1    | 7    | 1    | 1    | 0    | 39   | 5    |      |
| 巴塞隆納 | 總計     | 總計           | 160  | 24   | 35   | 5    | 48   | 6    | 10   | 0    | 253  | 35   |      |
| 塞維利亞 | 2020–21  | 西班牙甲級聯賽 | 37   | 4    | 4    | 2    | 8    | 2    | 1    | 0    | 50   | 8    |      |
| 塞維利亞 | 2021–22  | 西班牙甲級聯賽 | 19   | 2    | 3    | 0    | 5    | 2    | —    | —    | 27   | 4    |      |
| 塞維利亞 | 生涯總計 | 生涯總計       | 408  | 74   | 69   | 12   | 93   | 10   | 14   | 0    | 584  | 96   |      |

## 國家隊
雖然拉傑迪曾為瑞士17歲以下、19歲以下和21歲以下國家隊上陣，但在2007年，他決定為自己的祖國克羅地亞效力，2007年9月8日，他首次代表克羅地亞國家隊出戰2008年欧洲足球锦标赛外围赛。他先後在克羅地亞主場對愛沙尼亞和作客安道爾的比賽中上陣，當中他在 6-0 大勝安道爾的比賽中，取得他首個國際賽的入球。
2020年9月21日，克羅埃西亞足協出人意料地宣佈拉基蒂奇退出國際比賽。退役時，他出場106次，打進15個球，成為國家隊歷史上第四多出賽場次的球員（在、盧卡·莫德里奇和史提皮·皮列提柯沙之後）。 他說：
告別克羅埃西亞國家隊是我職業生涯中最困難的決定，但我覺得此時此刻我必須離開並做出這個決定。我喜歡我為國家隊踢的每一場比賽，世界杯的難忘時刻將永遠是我的最愛。我相信，我們仍然擁有一支偉大的球隊，國家隊會前途光明。我祝願我的朋友和隊友們為即將到來的挑戰而好運，而在我身上，他們將擁有最大的粉絲。

## 荣誉
俱乐部

### 巴塞爾
- 瑞士盃冠軍：2006-07

```
;
塞維利亞 
```

- 欧罗巴联赛冠军：2013-14，2022-23

巴塞隆納
- 西甲联赛冠军：2014-15，2015-16，2017-18，2018-19
- 西班牙国王杯冠军：2014-15，2015-16，2016-17，2017-18
- 西班牙超級盃冠軍：2016，2018
- 欧洲冠军联赛冠军：2014-15
- 歐洲超級杯冠军：2015
- 世界俱乐部杯冠军：2015

國家隊

### 克羅埃西亞
- 世界杯亞軍：2018

個人
- 瑞士超級聯盟年度青年球員：2006-07
- 瑞士超級聯盟年度進球：2006-07
- BBVA公平競賽獎：2013-14
- 西班牙甲級聯賽年度最佳陣容：2013-14，2014-15
- 歐洲聯賽杯年度最佳陣容：2013-14
- 歐洲冠軍盃年度最佳陣容：2014-15
- 克羅埃西亞足球先生：2015
- 克羅埃西亞年度運動員：2015